# William H. Reynolds
William H. Reynolds (14 de junio de 1910- 16 de julio de 1997) fue un editor de cine estadounidense cuya carrera abarcó seis décadas. Sus créditos incluyen películas notables como The Sound of Music, El padrino, El golpe o The Turning Point. También estuvo asociado con dos de los proyectos peor recibidos de la historia del cine como Ishtar y La puerta del cielo, de la que fue productor ejecutivo.
Nacido en Elmira (Nueva York), Reynolds comenzó su carrera en 1934 como miembro del swing gang en la 20th Century Fox. Se convirtió en un mentor del editor de películas Robert Simpson, que lo llevó a Paramount Pictures como su asistente en 1936. El año siguiente editó su primer proyecto, el musical 52nd Street. En 1942, se unió a la  20th Century Fox, donde trabajó durante 28 años. Allí colaboró frecuentemente con dos notables directores. Para Robert Wise editó The Day the Earth Stood Still, The Sound of Music, The Sand Pebbles, Star! y Two People. Su trabajo para Joshua Logan incluye Bus Stop, South Pacific y Ensign Pulver.
Algunos créditos adicionales incluyen Algiers, Come to the Stable, Beneath the 12-Mile Reef, Three Coins in the Fountain, Buenos días, señorita Dove, Love Is a Many-Splendored Thing, Carousel, Compulsion, Río salvaje, Taras Bulba, Hello, Dolly!, The Great White Hope, The Great Waldo Pepper, Nijinsky, Author! Author!, The Little Drummer Girl, Newsies o la adaptación a la televisión de Gypsy.
Reynolds estuvo nominado al Óscar al mejor montaje siete veces y lo ganó en dos ocasiones, por The Sound of Music y The Sting, y recibió un premio en 1991.
Murió de cáncer en South Pasadena.

## Premios y distinciones
Premios Óscar
| Año  | Categoría     | Película | Resultado |
| ---- | ------------- | -------- | --------- |
| 1962 | Mejor montaje | Fanny    | Nominado  |